# Piper theobromifolium
Piper theobromifolium är en pepparväxtart som beskrevs av Ernest Justus Schwartz. Piper theobromifolium ingår i släktet Piper och familjen pepparväxter. Inga underarter finns listade i Catalogue of Life.